# Rincorsa
Con il termine rincorsa si indica l'azione iniziale di numerosi atti sportivi.

## Caratteristiche
Elementi che caratterizzano la rincorsa sono lo scatto, la velocità e la potenza, con effetti diversi a seconda della disciplina agonistica di riferimento.
Esempi si ritrovano nelle gare di salto in alto, salto in lungo, salto con l'asta, salto triplo e lancio del giavellotto, di forma modulata; nel lancio del disco, lancio del martello e getto del peso la rincorsa diventa la rotazione necessaria al lancio.
Si può effettiuare la rincorsa soltanto in aree determinate dalla competizione specifica.